# Meriola tablas
Espèce
Meriola tablas est une espèce d'araignées aranéomorphes de la famille des Trachelidae.

## Distribution
Cette espèce se rencontre au Chili dans les régions de Valparaíso, de Santiago et du Maule et en Argentine dans la province de Neuquén,.

## Description
Le mâle holotype mesure 2,63 mm et la femelle 3,85 mm.

## Étymologie
Son nom d'espèce lui a été donné en référence au lieu de sa découverte, Las Tablas.

## Publication originale
- Platnick & Ewing, 1995 : « A revision of the tracheline spiders (Araneae, Corinnidae) of southern South America. » American Museum Novitates, no 3128, p. 1-41 (texte intégral).